# Коянбаев, Нурлан Нугманович

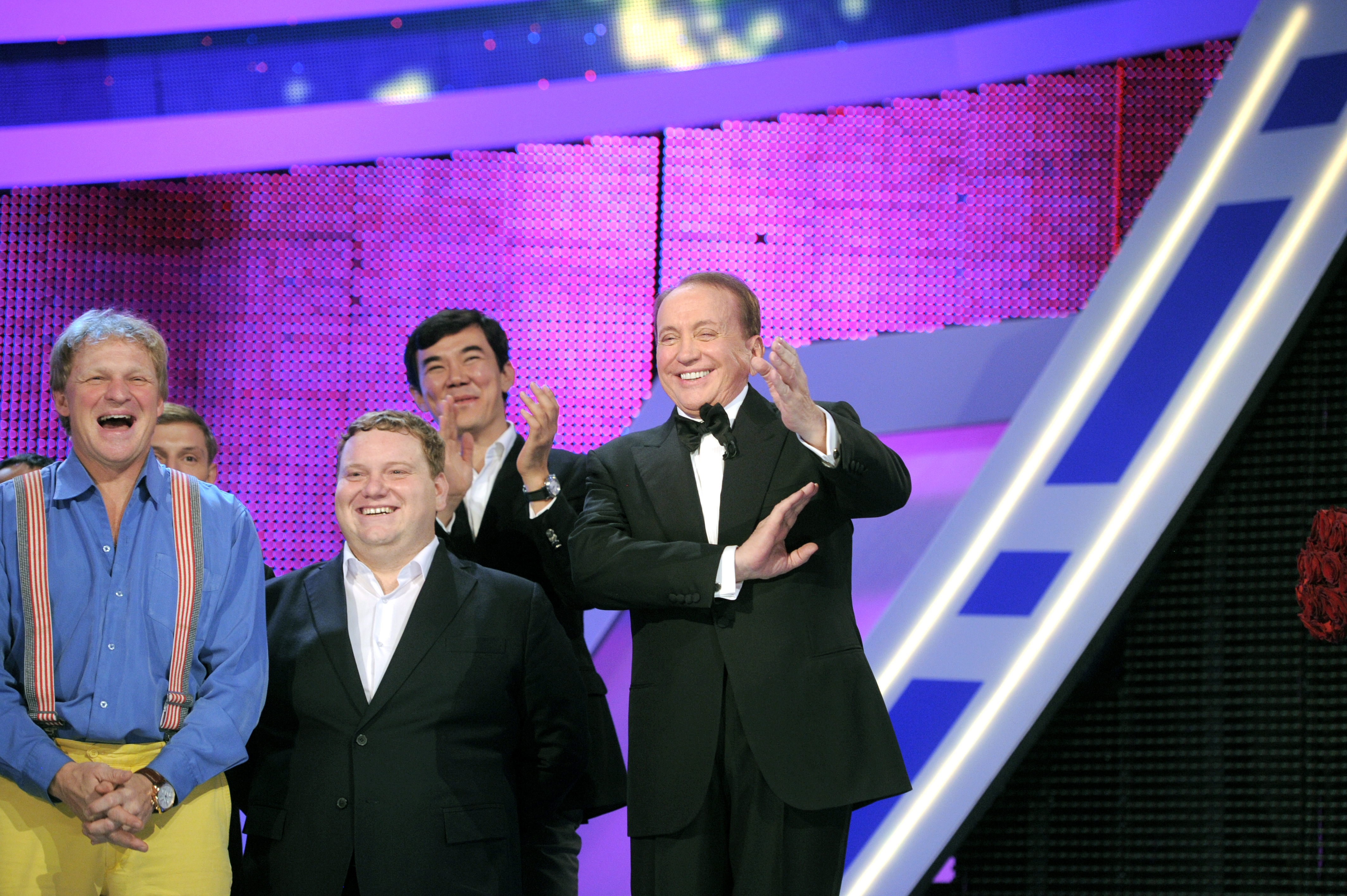
Юбилейный выпуск передачи
«Клубу веселых и находчивых — 50 лет».
Нурлан Коянбаев второй справа.

Нурлан Нугманович Коянбаев (каз. Нұрлан Нұғманұлы Қоянбаев / Nūrlan Nūğmanūly Qoianbaev; род. 19 июля 1979) — казахстанский продюсер, телеведущий и актёр. Основатель Кинокомпании «Kazteleproduct». Креативный директор Телерадиокомплекса Президента Республики Казахстан. Сопредседатель партии «Respublica».

## Биография
Происходит из рода каракойлы племени кыпшак.

### Образование
Нурлан Коянбаев родился 19 июля 1979 года в посёлке Шиели Кызылординской области Казахстана. В 1996 году с отличием окончил местную среднюю школу и поступил на исторический факультет КазНУ имени Аль-Фараби. В 2000 году окончил университет. В 2009—2011 годах учился в Академии экономики и права (факультет финансы и кредит). В 2012—2015 годах вновь получал образование в КазНУ им Аль-Фараби (факультет международных отношений), окончил магистратуру. 

### Карьера
В студенческие годы успешно участвовал в играх КВН. Стал капитаном команды Высшей лиги КВН «Астана.kz» (позднее — «Казахи»). В 2003 году признавался лучшим КВН-щиком Казахстана и в 2006 году лучшим КВН-щиком России.
В начале 2000-х годов Нурлан Коянбаев стал работать на казахстанском телевидении в качестве внештатного сценариста. Принимал участие в ряде развлекательных телепроектов: «Алматы-моя первая любовь», «Намыс Дода», «Тойбастар», «Кызыкстан», «Кызык радиосы», «Шатакхана». Был автором и продюсером телепроектов «Қыздар-ай», «Қазақша концерт», «Әңгіме болсын», «Әзіл студио» скетч-шоу, «Ризамын» — шоу со скрытой камерой. 14 октября 2013 года стал ведущим новой передачи «Түнгі студияда Нұрлан Қоянбаев» на телеканале «Qazaqstan», выходящей в формате «вечернего ток-шоу» (как и российский «Вечерний Ургант»). В феврале 2017 года стал генеральным продюсером РТРК «Казахстан».
В 2016 году стал генеральным продюсером фильма «Бизнес по-казахски», где также исполнил одну из главных ролей. В 2017 году вышло продолжение фильма — «Бизнес по-казахски в Америке». Его съёмки проходили в Алма-Ате и в Лос-Анджелесе.
По итогам 2017 года занял четвёртое место в списке звёзд шоу-бизнеса и спорта, составленном журналом «Forbes Kazakhstan». По оценкам издания, его годовой доход составил более 500 млн тенге ($1,5 млн). Нурлан Коянбаев является учредителем ТОО «Kazteleproduct», совладельцем ТОО «Большая 8осьмерка» и президентом «Фонда поддержки талантов «Dara».
В апреле 2022 года назначен креативным директором Телерадиокомплекса Президента Республики Казахстан.
В начале декабря 2022 года учредительным съездом политической партии Respublica избран одним из её сопредседателей.

## Личная жизнь
Происходит из племени Кыпшак, средний жуз.
Жена — Айгерим, двое детей — дочь Нурай и сын Нурсеит. Увлекается футболом, любит путешествовать.

## Фильмография
| Год  | Название                        | Роль             |
| ---- | ------------------------------- | ---------------- |
| 2016 | «Бизнес по-казахски»            | Жомарт Канатович |
| 2017 | «Бизнес по-казахски в Америке»  | Жомарт Канатович |
| 2018 | «Каникулы в Таиланде»           | Асхат            |
| 2018 | «Бизнес по-казахски в Африке»   | Жомарт Канатович |
| 2019 | «Бизнес по-казахски в Корее»    | Жомарт Канатович |
| 2019 | «My love is Aisulu»             | Санжар           |
| 2021 | «Бизнес по-казахски в Турции»   | Жомарт Канатович |
| 2022 | «Бизнес по-казахски в Индии»    | Жомарт Канатович |
| 2023 | «Бизнес по-казахски в Бразилии» | Жомарт Канатович |

## Награды
- Награда от партии «Нур Отан»[3].
- Указом президента Республики Казахстан от 2 декабря 2021 года награждён медалью «Милосердие».[12]